# José Ángel Ruiz López
José Ángel Ruiz López (Burgos, España, 2 de abril de 1962), conocido como Cholo, es un exfutbolista español que se desempeñaba como delantero.

## Trayectoria
Empezó a destacar en el Burgos C. F.. A finales de enero de 1983, es fichado por el Real Madrid C.F. para jugar en su filial, el Castilla C.F.. Cabe destacar que en esa temporada disputó dos partidos con el primer equipo en Primera División. En la temporada 1984-85 es cedido al Real Zaragoza, donde marcó ocho goles. En la siguiente temporada, regresa al conjunto madrileño, pero permanece en la suplencia. Ese mismo año, su club ganó la Liga y la Copa de la UEFA.
Sin sitio en el Real Madrid, ficha por el Sevilla F. C. en verano de 1986. En el conjunto sevillista realizó una buena campaña en la que marcó 12 goles en 32 partidos, pero su rendimiento iría de más a menos y pasaría de titular a suplente, jugando sólo seis partidos en la temporada 1989-90. Ese año deja al Sevilla y se marcha al C.A. Osasuna.
En el conjunto navarro permaneció durante tres campañas, sin ser titular pero con bastantes apariciones. La temporada 1993-94 fichó por el Real Burgos, que militaba en Segunda División. Allí sería titular, pero el equipo acabó bajando a Segunda B. En la siguiente temporada, ficharía por el Real Murcia C.F., equipo en el que acabaría retirándose del fútbol profesional.
Hoy por hoy, Cholo es el director de la escuela de futbol del Club Deportivo Plus Ultra en Llano de Brujas.

## Clubes y estadísticas
| Club              | País   | Año       | Partidos | Goles |
| ----------------- | ------ | --------- | -------- | ----- |
| Burgos C. F.      | España | 1980-1983 | 81       | 20    |
| Castilla C. F.    | España | 1983-1984 | 30       | 6     |
| Real Madrid C. F. | España | 1983      | 2        | 0     |
| Real Zaragoza     | España | 1984-1985 | 29       | 8     |
| Real Madrid C. F. | España | 1985-1987 | 8        | 3     |
| Sevilla F. C.     | España | 1986-1990 | 102      | 25    |
| C. A. Osasuna     | España | 1990-1993 | 66       | 13    |
| Real Burgos C. F. | España | 1993-1994 | 32       | 4     |
| Real Murcia C.F.  | España | 1994-1995 | 31       | 7     |

## Palmarés

### Títulos nacionales
| Título           | Club              | País   | Año     |
| ---------------- | ----------------- | ------ | ------- |
| Segunda División | Castilla C. F.    | España | 1983-84 |
| Primera División | Real Madrid C. F. | España | 1985-86 |
| Primera División | Real Madrid C. F. | España | 1986-87 |

### Títulos internacionales
| Título          | Club              | País   | Año     |
| --------------- | ----------------- | ------ | ------- |
| Copa de la UEFA | Real Madrid C. F. | España | 1985-86 |